# Жоан Жордан
Жоан Жордан (ісп. Joan Jordán, нар. 6 липня 1994, Ражанкос) — іспанський футболіст, півзахисник клубу «Севілья».
Переможець Ліги Європи. 

## Ігрова кар'єра
Народився 6 липня 1994 року в місті Ражанкос. З дитинства займався футболом. 2011 року перейшов до академії «Еспаньйола», а з наступного року почав залучатися до матчів другої команди цього барселонського клубу.
У сезоні 2014/15 дебютував за головну команду «Еспаньйола» в Ла-Лізі. Пробитися до основи цієї команди не зміг і 2016 року був відданий в оренду до команди «Реал Вальядолід», за яку грав протягом сезону і де мав постійну ігрову практику у Сегунді.
13 липня 2017 року уклав трирічний контракт з «Ейбаром», у складі якого протягом двох сезонів був ключовою фігурою у центрі поля.
У червні 2019 року за орієнтовні 14 мільйонів євро перейшов до «Севільї». Відразу отримав постійне місце в основному складі нової команді і допоміг їй здобути перемогу в Лізі Європи сезону 2019-2020.

## Статистика виступів

### Статистика клубних виступів
Станом на 21 серпня 2020 року
| Сезон                 | Команда               | Чемпіонат             | Чемпіонат | Чемпіонат | Національний кубок | Національний кубок | Національний кубок | Континентальні кубки | Континентальні кубки | Континентальні кубки | Інші змагання | Інші змагання | Інші змагання | Усього | Усього |
| Сезон                 | Команда               | Ліга                  | Ігор      | Голів     | Ліга               | Ігор               | Голів              | Ліга                 | Ігор                 | Голів                | Ліга          | Ігор          | Голів         | Ігор   | Голів  |
| --------------------- | --------------------- | --------------------- | --------- | --------- | ------------------ | ------------------ | ------------------ | -------------------- | -------------------- | -------------------- | ------------- | ------------- | ------------- | ------ | ------ |
| 2014–15               | «Еспаньйол»           | ПД                    | 3         | 0         | КІ                 | 2                  | 0                  | -                    | -                    | -                    | -             | -             | -             | 5      | 0      |
| 2015–16               | «Еспаньйол»           | ПД                    | 9         | 1         | КІ                 | 3                  | 0                  | -                    | -                    | -                    | -             | -             | -             | 12     | 1      |
| Усього за «Еспаньйол» | Усього за «Еспаньйол» | Усього за «Еспаньйол» | 12        | 1         |                    | 5                  | 0                  |                      | -                    | -                    |               | -             | -             | 17     | 1      |
| 2016–17               | «Реал Вальядолід»     | СД                    | 35        | 3         | КІ                 | 2                  | 0                  | -                    | -                    | -                    | -             | -             | -             | 37     | 3      |
| 2017–18               | «Ейбар»               | ПД                    | 35        | 6         | КІ                 | 2                  | 0                  | -                    | -                    | -                    | -             | -             | -             | 37     | 6      |
| 2018–19               | «Ейбар»               | ПД                    | 36        | 4         | КІ                 | 2                  | 0                  | -                    | -                    | -                    | -             | -             | -             | 38     | 4      |
| Усього за «Ейбар»     | Усього за «Ейбар»     | Усього за «Ейбар»     | 71        | 10        |                    | 4                  | 0                  |                      | -                    | -                    |               | -             | -             | 75     | 10     |
| 2019–20               | «Севілья»             | ПД                    | 34        | 2         | КІ                 | 3                  | 0                  | ЛЄ                   | 10                   | 0                    | -             | -             | -             | 47     | 2      |
| Усього за кар'єру     | Усього за кар'єру     | Усього за кар'єру     | 152       | 16        |                    | 14                 | 0                  |                      | 10                   | 0                    |               | -             | -             | 176    | 16     |

## Титули і досягнення
- Володар Ліги Європи (2):

«Севілья»: 2019-20, 2022-23